# Омнибус (издавачка кућа)
„Омнибус“ је издавачка кућа из Београда. Поред часописа Наутички магазин, најпознатија је по објављивању стрипских књига. Предузеће је основао Дејан Влашкалић, а уредник стрипских издања је Живојин Тамбурић.
Објавили су критички лексикон Стрипови које смо волели: Избор стрипова и стваралаца са простора бивше Југославије у XX веку Живојина Тамбурића, Здравка Зупана и Зорана Стефановића, као и стрипске књиге домаћих — Брана Јовановић, Ђорђе Миловић, Томаж Лаврич, Изток Ситар, Нина Буњевац — и страних аутора — Мигеланчо Прадо, Хана Бери...

## Награде и признања
- Награда за издавачки подухват године на Сајму књига у Београду 2011. за „Стрипови које смо волели“
- „Стрипски догађај године“ по избору часописа НИН, Београд, 2011 — за „Стрипови које смо волели“